# تأسيس المدارس الفقهية

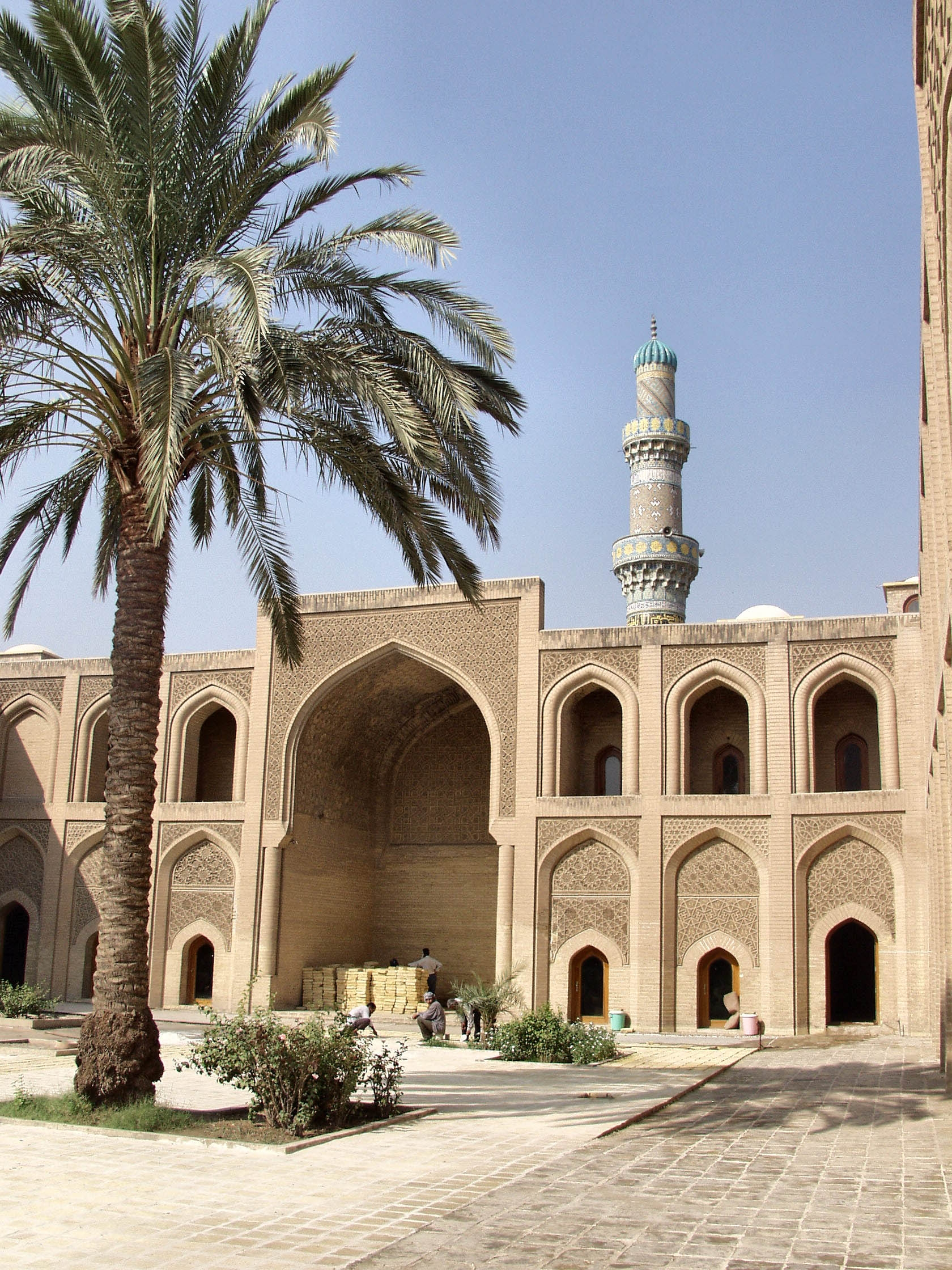
مبنى المدرسة المستنصرية التاريخي في بغداد

تأسيس المدارس الفقهية هو مجموعة من المجهودات العلمية المتخصصة في الدراسات الفقهية التي بدءت بظهور فقهاء الصحابة الذين كانت لهم مذاهب فقهية، والذين أسسوا مدارس فقهية في الحجاز والعراق والشام واليمن ومصر، وانتقل علمهم من خلال هذه المدارس إلى من بعدهم، وتلخص ذلك بظهور مدارس فقهاء التابعين، وكان القرن الثاني الهجري أهم فترة لتأسيس المدارس الفقهية.
والمدارس الفقهية هي: مجموعة من المجتهدين، من ذوي الكفائة العلمية، والتخصص لبحث ودراسة موضوع: الفقه في الدين الإسلامي، وما يوجد من غوامض، وإشكالات، والتدقيق والاستدلال، في علم الفقه وأصوله، وقواعده، وفروعه. وقد نشأت المدارس الفقهية في زمن الصحابة الذين اشتهرت مذاهبهم الفقهية ونقلت، وأخذ عنهم فقهاء التابعين، وتكامل بذلك تأسيس المذاهب الفقهية.

## تعرف الفقه
الْفِقْهُ في اللغة: الْفَهْمُ للشيء والعلم به، وفهم الأحكام الدقيقة والمسائل الغامضة، وهو في الأصل مطلق الفهم، وغلب استعماله في العرف مخصوصا بـعلم الشريعة؛ لشرفها على سائر العلوم، ومعناه الاصطلاحي: «العلم بالأحكام الشرعية المكتسبة من أدلتها التفصيلية». ويسمي علم الفقه ويختص بالفروع، والفقيه العالم بالفقه، وعند علماء أصول الفقه هو المجتهد.
والفقه في الاصطلاح يطلق على أحد أنواع العلوم الشرعية المسمى: علم فروع الفقه وهو: العلم بالأحكام الشرعية العملية المستمدة من أدلتها التفصيلية. أو بعبارة أخری هو: العلم الذي يبحث لكل عمل عن حكمه الشرعي.

### الفقه في الدين

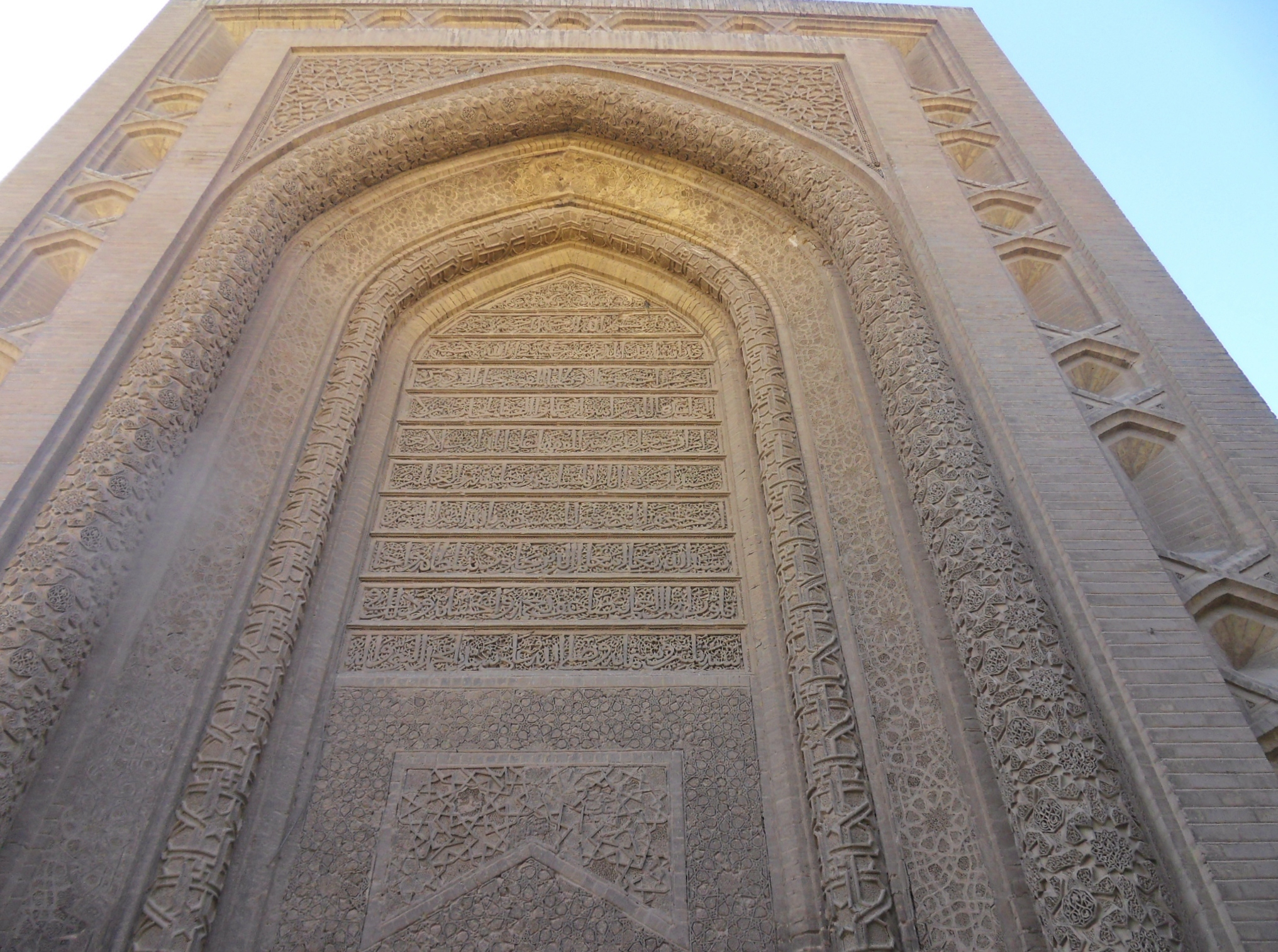
المدرسة المستنصرية في بغداد أول جامعة تدرس المذاهب الأربعة.

كان الصحابة في زمن النبوة يتعلمون أحكام الدين الإسلامي ويتفقهون فيه، وكانت المدينة المنورة في عصر الخلفاء الراشدين هي المرجع الفقهي الأول للمسلمين، وكان فقهاء الصحابة يعلمون الناس أمور دينهم، وبمرور الوقت وانتقال الصحابة في البلدان حدثت ظواهر جديدة يتحتم معرفة حكمها الشرعي، ولم يوجد نص من القرآن ولا من السنة يدل عليها بخصوصها، وكان كبار فقهاء الصحابة الذين بلغوا رتبة الاجتهاد يستنتجون أحكامها بطرق الاجتهاد، وكانت لهم مذاهب فقهية، وأخذ عنهم صغار الصحابة وكبار التابعين.
وقد فرض الله على الأمة الإسلامية تعلم أحكام الشرع والتفقه في الدين، كما أن من فروض الكفاية أن يتفرغ البعض للتعلم ليعلموا ذويهم وقومهم، قال الله تعالى: ﴿وَمَا كَانَ الْمُؤْمِنُونَ لِيَنْفِرُوا كَافَّةً فَلَوْلَا نَفَرَ مِنْ كُلِّ فِرْقَةٍ مِنْهُمْ طَائِفَةٌ لِيَتَفَقَّهُوا فِي الدِّينِ وَلِيُنْذِرُوا قَوْمَهُمْ إِذَا رَجَعُوا إِلَيْهِمْ لَعَلَّهُمْ يَحْذَرُونَ ۝١٢٢﴾ [التوبة:122] قال الطبري: «فقال بعضهم: وهو نفر كان من قوم كانوا بالبادية، بعثهم رسول الله ﷺ يعلمون الناس الإسلام، فلما نزل قوله: ﴿ما كان لأهل المدينة ومن حولهم من الأعراب أن يتخلفوا عن رسول الله﴾ انصرفوا عن البادية إلى النبي ﷺ خشية أن يكونوا ممن تخلف عنه، وممن عني بالآية، فأنزل الله في ذلك عذرهم بقوله: ﴿وما كان المؤمنون لينفروا كافة..﴾ وكره انصراف جميعهم من البادية إلى المدينة».

## تأسيس المدارس الفقهية
المدارس في اللغة: أماكن التعليم، أو مجموعة من المفكرين والباحثين المتخصصين. والمدارس الفقهية هي: مجموعة من الباحثين المتخصصين، الذين امتازوا بكفائاتهم العلمية، وقدرتهم على النظر والإستدلال، والإجتهاد، وتفرغوا للاشتغال بدراسة موضوع: الفقه الإسلامي والبحث في كلياته وجزئياته، وما يوجد من غوامض وإشكالات، واستنباط أحكامه، وعملوا على صياغة أصوله وفروعه، ومبادئه ومقاصده، وتوسيع مباحثه في فترات متعاقبة، حتى اكتمل وضع المذاهب الفقهية.

### العصر النبوي
العصر النبوي هو المرجع الأول لكل المسلمين، لاختصاصه بنزول الوحي فيه، حتى اكتمل الدين. وكان للشرع الإسلامي: مصدران تلخص فيهما ما نزل من الوحي هما: القرآن والحديث
قال الله تعالى: ﴿وَاذْكُرْنَ مَا يُتْلَى فِي بُيُوتِكُنَّ مِنْ آيَاتِ اللَّهِ وَالْحِكْمَةِ إِنَّ اللَّهَ كَانَ لَطِيفًا خَبِيرًا ۝٣٤﴾ [الأحزاب:34]
وآيات الله أي: القرآن. والحكمة: الحديث النبوي
وقال تعالى: ﴿مَا أَفَاءَ اللَّهُ عَلَى رَسُولِهِ مِنْ أَهْلِ الْقُرَى فَلِلَّهِ وَلِلرَّسُولِ وَلِذِي الْقُرْبَى وَالْيَتَامَى وَالْمَسَاكِينِ وَابْنِ السَّبِيلِ كَيْ لَا يَكُونَ دُولَةً بَيْنَ الْأَغْنِيَاءِ مِنْكُمْ وَمَا آتَاكُمُ الرَّسُولُ فَخُذُوهُ وَمَا نَهَاكُمْ عَنْهُ فَانْتَهُوا وَاتَّقُوا اللَّهَ إِنَّ اللَّهَ شَدِيدُ الْعِقَابِ ۝٧﴾ [الحشر:7]
وكانت مهمة الصحابة في حياة رسول الله صلى الله عليه وسلم: تلقي ما جاء به الرسول من عند الله، وحفظه وتعلمه، وتدوين القرآن ثم الحديث. وكان الفقه في العصر النبوي يؤخذ من المعلم الأول للأمة الإسلامية؛ محمد رسول الله صلى الله عليه وسلم. وكان الصحابة رضي الله عنهم يتعلمون منه الأحكام الشرعية ويأخذونها، ويعلمون الناس، ولم يكن الإجتهاد إلا في بعض الأحوال التي لا تمكنهم من الحصول على النص، لأن نزول الوحي فيه ما يقر أو ينكر ويعلم. وقد تلخص الفقه في زمن النبوة بظهور عدد من فقهاء الصحابة، وبوفاة رسول الله صلى الله عليه وسلم؛ انقطع الوحي، وكان الدين الإسلامي مكتملا، واضح المعالم.

## تاريخ الفقه
نشأ الفقه الإسلاميّ بمفهومه العام الذي هو بمعنى: الفقه في الدين منذ بداية الدّعوة الإسلامية، خلال فترة نزول الوحي في العصر النبوي، وكان الصحابة يتعلمون الأحكام الشرعية ويتفقهون في دين الله في العصر النبوي الذي اختص بنزول الوحي فيه، حتى اكتمل الدين. وكانت مهمة الصحابة تعلم أحكام الشرع، وهو ما شرعه الله على لسان رسوله من أحكام، وحفظه وتعلمه، وتدوين القرآن ثم الحديث. والتفقه فيما أنزل الله على رسوله وأوحي به إليه من القرآن والحديث قال الله تعالى: ﴿وَاذْكُرْنَ مَا يُتْلَى فِي بُيُوتِكُنَّ مِنْ آيَاتِ اللَّهِ وَالْحِكْمَةِ إِنَّ اللَّهَ كَانَ لَطِيفًا خَبِيرًا ۝٣٤﴾ [الأحزاب:34] وقد فسرت آيات الله: بالقرآن، والحكمة هي: الحديث النبوي.
وقد كان الاجتهاد في العصر النبوي قليل الوقوع،
قال في البحر: «واختلف في علم النبي ﷺ الحاصل عن اجتهاد، هل يسمى فقها؟ والظاهر أنه باعتبار أنه دليل شرعي للحكم لا يسمى فقها، وباعتبار حصوله عن دليل شرعي يسمى فقها اصطلاحا». وكان الفقه في الدين في زمن الصحابة مميزا عما بعده باعتبار أنهم أخذوا وتعلموا في زمن نزول الوحي وتفقهوا من العلم النبوي، وقد اختص كبار الصحابة بمزيد اهتمام في تعلم الأحكام وفهمها، وكانوا مراجع للمسلمين.
أكثر الصحابة ملازمة لرسول الله الذين صحبوه ولازموه كانوا فقهاء، وتتمثل طرق فقه الصحابة فيما أخذوه من خطاب الله تعالى وخطاب رسوله وما فهموه منهما، والعلم بتفسير القرآن الذي نزل بلغتهم وعرفوا أسباب نزوله، والعلم بما أخذوه من السنة النبوية من أقوال وأفعال وتقريرات عرفوا مقاصدها وكان لهم من ذلك معرفة واسعة بأحكام الدين.
ومن كبار فقهاء الصحابة الخلفاء الأربعة وغيرهم، وكان منهم مراجع الفتوى ومنهم: ابن عمر وابن عباس وزيد ابن ثابت، وابن مسعود، ومعاذ اين جبل، وكان من النساء أيضا: أمهات المؤمنين، ومن نساء الأنصار وغيرهن، وكان لكبار الصحابة، وأئمة أهل البيت اجتهادات ومذاهب فقهية، وتلقى عنهم صغار الصحابة ومن تلقى عنهم من التابعين.

### فقهاء الصحابة
فقهاء الصحابة كثيرون لكن اختص بعضهم باجتماع جملة من الخصائص لم تتوفر في غيرهم، فهناك من كان له طول الصحبة، وكثرة المجالسة والأخذ، ولا يقتصر هذا على رواية الحديث؛ فقد ورد: «رب حامل فقه ليس بفقيه»، فالخصوصية في قوة الفهم وحدة الذكاء، بالإضافة إلى خصائص أخرى كالدعاء والإجازة والشهادة وغيرها، فمن الدعاء مثل حديث: «عن علي بن ابي طالب أنه قال: بعثني رسول الله صلى الله عليه وسلم إلى اليمن فقلت: يا رسول الله أتبعثني وأنا شاب وهم كهول ولا علم لي بالقضاء، قال: انطلق فإن الله عز وجل سيهدي قلبك ويثبت لسانك، قال علي: فو الله ما تعاييت في شيء بعد». وروي أنه قال: «اللهم اهد قلبه» قال: فما شككت في قضاء بين اثنين حتى جلست مجلسي هذا. وكالدعاء لابن عباس في حديث: «اللهم فقهه في الدين وعلمه التأويل» وغير ذلك. والإجازة مثل تكليف بعض الصحابة للقيام بمهمة القضاء والفتوى والتعليم، والشهادة مثل حديث: «وأفرضهم زيد...» جاء في كتب الحديث أن أعلم أمة محمد بالحلال والحرام معاذ بن جبل، وأعلمهم بالمواريث: زيد بن ثابت وفي الحديث: «عن أنس رضي الله عنه قال: قال رسول الله صلى الله عليه وسلم: "أرحم أمتي بأمتي أبو بكر، وأشدها في دين الله عمر، وأصدقها حياء عثمان، وأعلمها بالحلال والحرام معاذ ابن جبل، وأقرؤها لكتاب الله عز وجل أبي، وأعلمها بالفرائض زيد ابن ثابت، ولكل أمة أمين، وأمين هذه الأمة أبو عبيدة ابن الجراح"».
فهم أكثر الصحابة علما بالدين وفهما وحفظا، وأكثرهم ملازمة لرسول الله صلى الله عليه وسلم، وأخذا عنه. والذين أجازهم أو دعا لهم، أو شهد لهم بالمكانة العلمية، أو حث على الأخذ والتعلم منهم، أو كلفهم بمهمة الإفتاء والقضاء.
الذين تميز بالفطنة والذكاء، وقوة الإدراك، وجودة الرأي الفهم، وحسن الإستدلال. الذين تفرغوا للتفقه في الدين، والتعليم والإفتاء. الذين شهد لهم أكثر الصحابة بمكانتهم العلمية، وأقروهم وأخذوا عنهم ووافقوهم.

#### طبقة كبار فقهاء الصحابة
طبقة كبار فقهاء هي طبقة كبار أعلام فقهاء الصحابة الذين تميزوا بمكانتهم العلمية في العصر النبوي ومنذ بداية عصر الخلفاء، وكانوا مرجعا للمسلمين، وكانت لهم اجتهادات فقهية، ومنهم الخلفاء الراشدون وأولهم أبو بكر الصديق وهو أول الخلفاء الراشدين، وقد أجمع جماهير أهل السنة والجماعة على أنه أفضل الصحابة وأفقههم وأعلمهم وإمام الأمة الذي قدم للصلاة، وأول من أجمعت الأمة على خلافته، وأن الصحابة لا يقدمون لإمامة الأمة إلا إماما مجتهدا، وعمر بن الخطاب وكانت له اجتهادات فقهية وأقوال أخذت عنه، وكان يبعث الفقهاء من الصحابة إلى الأمصار ليعلموا الناس أمور دينهم، وعن محمد بن سهل بن أبي خيثمة عن أبيه أنه قال: "كان الذي يفتون على عهد رسول الله ﷺ ثلاثة من المهاجرين وثلاثة من الأنصار: عمر وعثمان وعلي وأبي بن كعب ومعاذ بن جبل وزيد بن ثابت.
وكان ابن عباس إذا سئل عن الشيء فإن لم يكن في كتاب الله وسنة رسوله قال بقول أبي بكر، فإن لم يكن فبقول عمر.
وعثمان بن عفان
ثالث الخلفاء الراشدين، كان من كبار الفقهاء وأهل الفقه والرأي والمشورة، وعن عبد الرحمن بن القاسم عن أبيه أن أبا بكر كان إذا نزل به أمر يريد فيه مشاورة أهل الرأي والفقه دعا رجالا من المهاجرين والأنصار، دعا عمر وعثمان وعليا وع الرحمن ومعاذ بن جبل وأبي بن كعب وزيد بن ثابت.
وعلي بن أبي طالب
رابع الخلفاء الراشدين وكانت اجتهادت فقهية أخذت عنه
وكان من كبار فقهاء الصحابة. وعن عائشة رضي الله عنها قالت: من أفتاكم بصوم عاشوراء؟ فقيل علي بن أبي طالب، قالت: أما إنه أعلم الناس بالسنة، وروي أنها قالت: أعلم من بقي بالسنة. وقال مسروق: انتهى العلم إلى ثلاثة: عالم بالمدينة وعالم بالشام وعالم بالعراق؛ فعالم المدينة علي بن أبي طالب رضي الله عنه، وعالم العراق عبد الله بن مسعود، وعالم الشام أبو الدرداء، فإذا التقوا سأل عالم الشام وعالم العراق عالم المدينة ولم يسألهما.
وعبد الله بن مسعود أحد كبار فقهاء الصحابة وفي الحديث: «رضيت لأمتي ما رضي لها ابن أم عبد». يعني: ابن مسعود. وبعثه عمر ابن الخطاب إلى الكوفة. روى حارثة بن مضرب «أن عمر رضي الله عنه كتب إلى أهل الكوفة: أما بعد فإني قد بعثت إليكم عمارا أميرا وعبد الله قاضيا ووزيرا، وإنهما من نجباء أصحاب النبي صلى الله عليه وسلم وممن شهد بدرا، فاسمعوا لهما وأطيعوا فقد آثرتكم بهما على نفسي».
وعن عمر أنه قال فيه: أما إنه أطولنا فوقا، كنيف ملئ علما. وروى أبو البختري أن عليا كرم الله وجهه قيل له: أخبرنا عن أصحاب رسول الله صلى الله عليه وسلم فقال: عمن تسألوني؟ قالوا: عن عبد الله، قال: «علم القرآن والسنة». وروى يزيد بن عميرة قال: لما حضر معاذ بن جبل الموت قيل له: يا أبا عبد الرحمن أوصنا، قال: التمسوا العلم عند أربعة: عند عويمر أبي الدرداء وعند سلمان الفارسي وعند عبد الله بن مسعود وعند عبد الله بن سلام. وسئل أبو موسى الأشعري عن مسألة فقال للسائل: ايت ابن مسعود فسيتابعني فجاء إليه فأفتاه، ثم قال: فأتيت أبا موسى وأخبرته فقال: لا تسألوني عن شيء ما دام هذا الحبر فيكم. وقال علقمة: قدمت الشام فلقيت أبا الدرداء فسألته فقال: تسألوني وفيكم عبد الله بن مسعود؟.
وأبو موسى الأشعري
«وكان ممن بعثه رسول الله صلى الله عليه وسلم إلى اليمن ليعلم الناس القرآن»، وولاه عمر على البصرة. وقال أنس: «بعثني الأشعري إلى عمر رضي الله عنهما فأتيته فسألني عنه فقلت: تركته يعلم الناس، فقال: أما أنه كيس فلا تسمعها إياه». وقال أبو البختري: سئل علي بن أبي طالب عن أبي موسى فقال: صبغ في العلم صبغة. وقال مسروق: كان العلم في ستة نفر من أصحاب رسول الله صلى الله عليه وسلم يصفهم أهل الكوفة: عمر وعلي وعبد الله وأبو موسى وأبي وزيد بن ثابت.
وأبي بن كعب
قال عمر: اليوم مات سيد المسلمين، وروي عنه أنه قال: "قال رسول الله ﷺ: "أي آية معك في كتاب الله أعظم؟". قلت: "الله لا إله إلا هو الحي القيوم" البقرة: 225 قال: فضرب في صدري وقال ليهنك العلم، وتحاكم إليه عمر والعباس رضي الله عنه عنهما في دار كانت للعباس إلى جانب المسجد فقضى للعباس على عمر، ولا يتولى القضاء بين كبار الصحابة إلا عالم مجتهد. وقال مسروق: شاممت أصحاب رسول الله صلى الله عليه وسلم فوجدت علمهم انتهى إلى هؤلاء الستة: عمر وعلي وعبد الله وأبي وأبي الدرداء وزيد بن ثابت رضي الله عنهم.
معاذ بن جبل بن عمرو بن أوس الخزرجي
وجاء في الحديث: «بعث رسول الله صلى الله عليه وسلم معاذ بن جبل إلى اليمن فقال: بم تقضي؟ قال: بكتاب الله، قال: فإن لم تجد؟ قال: بسنة رسول الله، قال: فإن لم تجد؟ قال: اجتهد رأيي، قال: الحمد لله الذي وفق رسول رسول الله لما يرضاه رسول الله صلى الله عليه وسلم» ولا يبعث للقضاء إلا عالما، وقد سأله بين طرق الأحكام أجاد وأحسن وأخبر أنه يجتهد رأيه، فأقر الرسول، ولا يقر الرسول إلا من كان أهلا للاجتهاد. وروى عمر بن الخطاب قال: قال رسول الله ﷺ: أن معاذ بن جبل كان قانتا لله حنيفا وأنه برتوة بين يدي العلماء يوم القيامة ليس بينه وبين الله تعالى إلا النبيين والمرسلين. وخطب عمر بن الخطاب رضي الله عنه فقال: من أراد أن يسأل عن الفقه فليأت معاذ بن جبل. وروى أبو مسلم الخولاني قال: دخلت حمص فرأيت حلقة فيها اثنان وثلاثون رجلا من أصحاب رسول الله صلى الله عليه وسلم وإذا فيهم شاب أكحل العينين براق الثنايا فإذا امترى القوم في شيء أقبلوا عليه فسألوه، فقلت لجليس لي: من هذا؟ قال: هذا معاذ ابن جبل.
وزيد بن ثابت بن الضحاك الخزرجي
من كبار فقهاء الصحابة وأحد فقهاء المدينة جاء فيه حديث: «أفرضهم زيد». وقال الشعبي: أمسك ابن عباس بركاب زيد بن ثابت فقال: تمسك ركابي ونت ابن عم رسول الله صلى الله عليه وسلم؟ قال: إنا هكذا نصنع بالعلماء. وقال سالم: كنا مع ابن عمر يوم مات زيد فقال: مات عالم الناس اليوم. وقال سليمان بن يسار: كان عمر وعثمان لا يقدمان على زيد بن ثابت أحدا في القضاء والفتوى والفرائض والقراءة. وخطب عمر رضي الله عنه بالجابية فقال: من أراد أن يسأل عن الفرائض فليأت زيد بن ثابت.
وقال مسروق: دخلت المدينة فوجدت بها من الراسخين في العلم زيد ابن ثابت.
وأبو الدرداء
قال معاذ حين حضرته الوفاة وقيل له: أوصنا، فقال: التمسوا العلم عند ابن أم عبد وعويمر أبي الدرداء وسلمان وعبد الله بن سلام، وعن أبي الدرداء أنه قال: سلوني فوالذي نفسي بيده لئن فقدتمون لتفقدن رجلا عظيما من أمة محمد صلى الله عليه وسلم.
أم المؤمنين عائشة بنت أبي بكر الصديق
روى عن علي بن أبي طالب كرم الله وجهه أنه قال: لو كانت امرأة تكون خليفة لكانت عائشة خليفة. وقال أبو موسى الأشعري: ما أشكل على أصحاب رسول الله صلى الله عليه وسلم شيء فسألنا عنه عائشة إلا وجدنا عندها منه علما. ولما أجابت في الغسل من الإكسال، قال أبو موسى: لا أسأل عنه أحدا بعد هذا اليوم. وقال عمر رضي الله عنه في ذلك: من خالف بعد هذا جعلته نكالا. وقال قبيصة بن ذؤيب: كان عروة بن الزبير يغلبنا بدخوله على عائشة، وكانت عائشة أعلم الناس، يسأل الأكابر من أصحاب رسول الله صلى الله عليه وسلم. وقال عروة: كانت عائشة أعلم الناس بالحديث، وأعلم الناس بالقرآن، وأعلم الناس بالشعر، ولقد قلت قبل أن تموت بأربع سنين: لو ماتت عائشة لما ندمت على شيء إلا كنت سألتها عنه. وقال مسروق وقد سئل عن عائشة، هل كانت تحسن الفرائض؟ فقال: لقد رأيت أصحاب محمد صلى الله عليه وسلم يسألونها عن الفرائض.

#### الطبقة الثانية من فقهاء الصحابة
الطبقة الثانية من فقهاء الصحابة هي طبقة فقهاء الصحابة الذين كانوا صغار السن بالنسبة للصحابة الأكبر منهم سنا، وباعتبار أنهم أخذوا العلم عن كبار فقهاء الصحابة بالإضافة إلى ما تعلموه في العصر النبوي. واشتهر بالعلم من هؤلاء: عبد الله بن العباس بن عبد المطلب.
كان يسمى: البحر لغزارة علمه وفي الحديث: «أن النبي صلى الله عليه وسلم دعا له فقال: اللهم فقهه في الدين وعلمه التأويل». وقال عبد الله: كان عمر بن الخطاب يسألني مع الأكابر من أصحاب محمد صلى الله عليه وسلم وكان يقول: لا يتكلم حتى يتكلموا. وقال ابن عمر: نعم ترجمان القرآن ابن عباس. وقالت عائشة رضي الله عنها: من استعمل على الموسم العام؟ قالوا: ابن عباس قالت: هو أعلم الناس بالحج.
وروى ابن عباس أن عمر كان يدينه فقال له عبد الرحمن بن عوف: أن أبناء مثله، فقال عمر: إنه من حيث تعلم. وقال له عمر: إنك لأصبح فتياننا وجها، وأحسنهم خلقا، وأفقههم في كتاب الله عز وجل. وأحرق علي بن أبي طالب رضي الله عنه قوما من الزنادقة فأنكر عليه ابن عباس ذلك، فقال: ويح ابن أم الفضل إنه لغواص على الهنات. وقال ابن أبي نجيح: كان أصحاب ابن عباس يقولون: إن ابن عباس أعلم من عمر وعلي وعبد الله، فيعيب الناس عليهم، فيقولون: لا تعجلوا علينا، إنه لم يكن أحد من هؤلاء إلا عنده من العلم ما ليس عند صاحبه وإن ابن عباس قد جمعه كله. وكان عطاء إذا حدث عنه قال: حدثني البحر. وكان ميمون بن مهران إذا ذكر عنده عبد الله بن عمر وعبد الله بن عباس قال: كان ابن عباس أفقههما.
وعبد الله بن عمر بن الخطاب
قال ابن سيرين: كانوا يرون أعلم الناس بالمناسك ابن عمر بعد ابن عفان. وقال أبو إسحاق الهمداني: كنا عند ابن أبي ليلى في بيته فجاءه أبو سلمة ابن عبد الرحمن فقال: عمر كان عندكم أفضل أم ابنه؟ قالوا: لا بل عمر، فقال أبو سلمة: إن عمر كان في زمانه له فيه نظراء، وإن ابن عمر كان في زمانه ليس له فيه نظير. وقال مالك: أقام ابن عمر بعد النبي صلى الله عليه وسلم ستين سنة يفتي الناس في الموسم، وكان من أئمة الدين.
وعبد الله بن الزبير بن العوام ابن خويلد
قال القاسم: ما كان أحد أعلم بالمناسك من ابن الزبير.
وعبد الله بن عمرو بن العاص السهمي
وكان يفتي في الصحابة.
قال عبد الرحمن بن زيد بن أسلم: لما مات العبادلة: عبد الله بن عباس وعبد الله بن الزبير وعبد الله بن عمر وعبد الله بن عمرو بن العاص صار الفقه في جميع البلدان إلى الموالي.

### ممن أخذ عنهم الفقه
وممن أخذ عنه الفقه من الصحابة: أبو سعيد الخدري وأبو هريرة الدوسي وجابر بن عبد الله الأنصاري ورافع بن خديج وسلمة بن الأكوع وأبو واقد الليثي وعبد الله بن بحينة.
قال زياد بن مينا: كان ابن عباس وابن عمر وأبو سعيد الخدري وأبو هريرة وجابر بن عبد الله ورافع بن خديج وسلمة بن الأكوع وأبو واقد الليثي وعبد الله بن بحينة مع أشباه لهم من أصحاب رسول الله صلى الله عليه وسلم يفتون بالمدينة ويحدثون عن رسول الله صلى الله عليه وسلم من لدن توفي عثمان بن عفان إلى أن توفوا. والذين صارت الفتوى إليهم منهم: ابن عباس وابن عمر وأبو سعيد الخدري وأبو هريرة وجابر بن عبد الله الأنصاري.
وممن نقل عنه الفقه:
عبد الله بن مغفل المزني، قال الحسن: هو أحد النفر العشرة الذين بعث إلينا عمر ليفقهوا أهل البصرة.
وأبو نجيد عمران بن حصين الأسلمي الخزاعي، وجهه عمر إلى البصرة ليعلم الناس، قال يحيى بن سعيد القطان: ما قدم علينا البصرة من أصحاب رسول الله صلى الله عليه وسلم أقول بالحق من أبي بكرة ولا أفضل فضلا من عمران بن حصين، تسلم عليه الملائكة من جوانب بيته.
وأبو حمزة أنس بن مالك قال قتادة: لما مات أنس قال مؤرق العجلي: اليوم ذهب نصف العلم؛ كان إذا خالفنا الرجل قلنا: تعال إلى من سمعه من رسول الله صلى الله عليه وسلم.
ونقل الفقهاء عن غير هؤلاء مثل:
طلحة بن عبيد الله والزبير بن العوام وسعد بن أبي وقاص وسعيد بن زيد بن عمرو بن نفيل وعبد الرحمن بن عوف وأبي عبيدة بن الجراح وحذيفة بن اليمان والحسن والحسين ومعاوية بن أبي سفيان وعمرو بن العاص وخالد بن الوليد والمسور بن مخرمة والضحاك بن قيس وعمار بن ياسر وأبي ذر الغفاري وأبو بصرة الغفاري وسلمان الفارسي وعبادة بن الصامت وشداد بن أوس وفضالة بن عبيد الأنصاري وأبو مسعود البدري وأبو أيوب الأنصاري وأبو قتادة الأنصاري وأبو طلحة الأنصاري وأبو أسيد مالك بن ربيعة الأنصاري والنعمان بن بشير والبراء بن عازب وزيد بن أرقم وأبو حميد الساعدي وعبد الله بن يزيد الخطمي وسهل بن سعد الساعدي وبريدة الأسلمي وأبو برزة الأسلمي وعبد الله بن أبي أوفى الأسلمي وواثلة بن الأسقع الليثي وأبو أمامة الباهلي وعقبة بن عامر الجهني وسمرة بن جندب الفزاري وعبد الرحمن بن أبزي وغيرهم.

#### من النساء
ومن النساء فاطمة بنت رسول الله صلى الله عليه وسلم وعليها، وحفصة بنت عمر وأم سلمة وأم حبيبة وأسماء بنت أبي بكر وأم الفضل بنت الحارث وأم هانئ بنت أبي طالب.
قال الواقدي: آخر من مات من الصحابة بالكوفة عبد الله بن أبي أوفى سنة ست وثمانين؛ وآخر من مات بالمدينة من الصحابة سهل بن سعد الساعدي سنة إحدى وتسعن وهو ابن مائة سنة؛ وآخر من مات من الصحابة بالبصرة أنس بن مالك سنة إحدى وتسعين، وقيل: ثلاث وتسعين، وآخر من مات بالشام من الصحابة عبد الله بن بسر سنة ثمان وثمانين، وكان أبو الطفيل عامر بن واثلة آخر من مات من الصحابة، مات بعد سنة مائة.

## فقهاء الصحابة
فقهاء الصحابة  هم علماء الدين المتخصصون في مجال الفقه في الدين الإسلامي. وقد كان الصحابة يتعلمون أحكام الدين من رسول الله صلى الله عليه وسلم، ويعلمون غيرهم. واختص مجموعة من فقهاء الصحابة بالتعليم والفتوى مثل: أبي هريرة، وعائشة أم المؤمنين، وأنس بن مالك، وعبد الله بن عمر بن الخطاب، وغيرهم. وامتاز فقهاء الصحابة بخصائص تستخلص منهم أفضل الدرجات العلمية، بحسب ما يجتمع من هذة الخصائص، والصفات ومنها:
1. أكثر الصحابة علما بالدين وفهما وحفظا، وأكثرهم ملازمة لرسول الله صلى الله عليه وسلم، وأخذا عنه.
2. الذين أجازهم النبي صلى الله عليه وسلم، أو دعا لهم، أو شهد لهم بالمكانة العلمية، أو حث على الأخذ والتعلم منهم، أو كلفهم بمهمة الإفتاء والقضاء.
3. الذين تميز بالفطنة والذكاء، وقوة الإدراك، وجودة الرأي الفهم، وحسن الإستدلال.
4. الذين تفرغوا للتفقه في الدين، والتعليم والإفتاء.
5. الذين شهد لهم أكثر الصحابة بمكانتهم العلمية، وأقروهم وأخذوا عنهم ووافقوهم.

## مدارس فقه الصحابة والتابعين
تميزت المدينة المنورة بعد العصر النبوي بوجود جمهور فقهاء الصحابة، الذين كانوا مرجعا أساسيا للتعليم والفتوى، واشتهر منهم الخلفاء الأربعة، وكانت لهم مذاهب فقهية مثل: مذهب عمر بن الخطاب، وعلي بن أبي طالب، وأبو هريرة، وعائشة بنت أبي بكر، وزيد بن ثابت، وابن عباس، وابن عمر، وابن مسعود، رضي الله عنهم، وغيرهم. وكان لهم اجتهادات، ومذاهب فقهية. ومع مرور الوقت، وتكامل نضوج فقه الصحابة؛ بدء نقل أقوالهم، وتدوين مذاهبهم، وكان يعتمد عند التعارض على قواعد مثل: تقديم ما توافق عليه جمهور الصحابة، أو بحسب الدليل، وجودة الإستدلال، وغير ذلك.
وأما مذاهب فقه التابعين؛ فهي امتداد لمذاهب الصحابة، في تأسيس مذاهب الفقه الإسلامي، من خلال ظهور المدارس الفقهية، التي كان أشهرها وأكثرها انتشارا: مدرسة الحجاز في المدينة المنورة، باعتبارها أم المدارس الفقهية، ثم مكة المكرمة (البلد الحرام)، ثم مدرسة الكوفة بالعراق.

### مدرسة الكوفة بالعراق
- مدرسة الكوفة بالعراق؛ واشتهرت بفقه ابن مسعود وهو من كبار فقهاء الصحابة، ومن أكثرهم فقها للكتاب والسنة، وملازمة لرسول الله صلى الله عليه وسلم، وممن جاء الأمر من الرسول بأن يؤخذ عنه.[22] وقد اشتهر فقه ابن مسعود في الكوفة، وأخذ عنه فقهاء العراق وغيرهم، وكان من أشهر التابعين الذين أخذوا مذهبه: علقمة بن قيس، والأسود بن يزيد، ومسروق ابن الأجدع، والقاضي شريح، وعمرو ابن شرحبيل الهمداني وغيرهم. وأخذ من بعدهم: منصور بن المعتمر، وإبراهيم النخعي، وأخذ عنهم: أبو حنيفة، وسفيان الثوري.

### مدرسة فقهاء مكة
مدرسة فقه مكة واشتهر فيها مذهب ابن عباس الذي دعا له النبي صلى الله عليه وسلم بقوله 《اللهم فقهه في الدين وعلمه التأويل》 وكان من أفقه الصحابة وأعلمهم بتأويل القرآن. ومن أشهر تلامذته الفقهاء: عكرمة، وعطاء، وطاووس، وسعيد بن جبير، وعنهم أخذ عمرو بن دينار، وابن جريج، وعبد الله بن دينار، وغيرهم. وأخذ عنهم الإمام مالك وغيره.

### مدرسة فقه المدينة
تعد المدينة المنورة أول مدرسة للفقه الإسلامي، وكانت من أشهر المدارس الفقهية وأكثر المذاهب الفقهية انتشاراً. فيها مذهب زيد بن ثابت الذي شهد له رسول الله صلى الله عليه وسلم بأنه أعلم الصحابة بالفرائض، وبالقرآن.
وممن اشتهر بالأخذ عنه فقهاء المدينة السبعة، مثل: خارجة بن زيد والقاسم بن محمد وسعيد بن المسيب وسالم بن عبد الله بن عمر وغيرهم. وأشهر من أخذ عنهم محمد بن مسلم الزهري وعنه أخذ الإمام مالك بن أنس مؤسس المذهب المالكي.

## خصائص المدارس الفقهية
اختصت المدارس الفقهية بعدة مزايا منحتها ثقة الآخرين وأولوية العمل بها، فالحوادث التي نشأت بعد العصر النبوي أدت إلى ظهور اجتهادات فقهاء الصحابة، ومع مرو الوقت والمعايشة تداخلت تلك الإجتهادات وتلخصت في أقوال، ومذاهب كبار فقهاء الصحابة ثم من بعدهم، وتداخلت الاجتهادات في مراحل تكاملية للنقل والتدوين.
تأسست المذاهب الفقهية من خلال نقل مذاهب الصحابة، ثم ما تلخص منها واشتهر بتأسيس المدارس الفقهية في المدينة، ومكة، والكوفة، والتي تلخص منها ظهور مذاهب فقهية لعدد من فقهاء التابعين وتابعيهم، وتلخص منها صياغة المذاهب الفقهية، وكان الأكثر منها انتشارا واشتهارا هي: المذاهب الأربعة

## المذاهب الأربعة
المذهب في اللغة: محل الذهاب، ويطلق على المذاهب العلمية، والمذاهب الفقهية، مصطلح أطلق على المذاهب الأربعة التي انتشرت وعرفت بهذا الاسم، والمذهب الفقهي بمعنى:
الإتجاه الفقهي في فهم الأحكام الشرعية، والمنهج أي: الطريقة التي ينهجها المجتهد، وكيفيات الاستدلال، واستنباط الأحكام الفقهية الفرعية من أدلتها، وفق أصول الفقه.
وتتفق المذاهب الأربعة، في الأصول الكلية والأدلة الإجمالية، وتختلف في بعض الفروع نتيجة الاختلاف في بعض طرق الاجتهاد الثانوية، من حيث تقديم بعض الأدلة على بعض، وترتيبها، وشروط الأخذ بها، وغير ذلك مما اختاره كل إمام أصولا للمذهبه، وبنى عليها اجتهاده وتميز بها عن غيره.
المذاهب الأربعة هي خلاصة مذاهب الصحابة والتابعين. والأكثر انتشارا في العالم الإسلامي وهي:
1. المذهب الحنفي وتلخص من مدرسة فقه الكوفة، وأول من صاغه إمام المذهب: أبو حنيفة النعمان.
2. المذهب المالكي تلخص من مدرسة فقه المدينة، وأول من صاغه إمام المذهب: مالك بن أنس.
3. المذهب الشافعي أول من صاغه إمام المذهب: محمد بن إدريس الشافعي أخذ عن مالك، وعن أصحاب أبي حنيفة، وعن غيرهم من فقهاء مكة والمدينة وغيرهم، واهتم باللغة وقواعدها، وصاغ علم أصول الفقه.
4. المذهب الحنبلي أول من صاغه إمام المذهب: أحمد بن حنبل أخذ عن الشافعي وغيره، وتأثر بفقه سفيان الثوري واهتم بالحديث.

## المذاهب الأربعة حسب تسلسل تاريخ الظهور

### المذهب الحنفي
المذهب الحنفي: نسبة إلى واضع أصول المذهب الإمام أبي حنيفة النعمان، (80 - 150 هـ) ويشتمل المذهب الحنفي على المنهج الذي صاغه أبو حنيفة، بالإضافة إلى تحقيق المجتهدين من رواة المذهب كأبي يوسف ومحمد بن الحسن. نشأ المذهب الحنفي في الكوفة ونما في بغداد، واتسع الدولة العباسية. يعتمد على الأصول النقلية المتفق عليها وعلى القياس والاستحسان والعرف وقول الصحابي وشرع من قبلنا، وتوسع المذهب في الاعتماد على الأصول العقلية، ووضع ضوابط الأخذ بالحديث. من أهم كتب المذهب الحنفي:
- ظاهر الرواية
- النوادر للإمام محمد بن الحسن
- الكافي للحاكم الشهيد
- المبسوط للسرخسي
- بدائع الصنائع للكاساني
- رد المحتار على الدر المختار

### المذهب المالكي
المذهب المالكي نسبة إلى واضع أصول المذهب الإمام مالك بن أنس (93 - 179 هـ) وقد أسسه في المدينة المنورة، ونما في الحجاز، كما انتشر في بلاد المغرب وأفريقيا والأندلس وغيرها. ويعتمد المذهب على الأصول المتفق عليها بين جميع الأئمة وهي الكتاب والسنة والإجماع والقياس، بالإضافة إلى تقديم إجماع الصحابة، والأخذ بعمل أهل المدينة والاستصلاح. ومن المؤلفات في المذهب المالكي: الموطأ للإمام مالك، والمدونة الكبرى، وهي آراء الإمام مالك الفقهية جمعها ودونها سحنون بن سعيد التنوخي.

### المذهب الشافعي
المذهب الشافعي نسبة إلى واضع أصول المذهب الإمام محمد بن إدريس الشافعي (150 - 204 هجرية)، عاش في مكة ثم انتقل إلى العراق حيث تعلم في بغداد فقه أبي حنيفة، ثم استقر في مصر. وكان مذهبه وسطاً بين مذهب أبي حنيفة المتوسع في الرأي، وبين ومذهب مالك بن أنس المعتمد على الحديث وعمل أهل المدينة. ويعتمد المذهب الشافعي على الأصول التي وضعها الإمام الشافعي ودونها في كتابه الشهير بالرسالة، ويعد أول من دون كتاباً متكاملاً في علم أصول الفقه. من أشهر علماء الشافعية في حياة الشافعي تلامذته: الربيع بن سليمان الجيزي والربيع بن سليمان المرادي، والبوطي. ومن أشهر المحققين في المذهب النووي والرافعي.
ومن أشهر كتب المذهب الشافعي كتب الشافعي الأم والرسالة والمختصر والوجيز، وفتح العزيز في شرح الوجيز للرافعي، وروضة الطالبين والمجموع للنووي، والمهذب والتنبيه للشيرازي، وتحفة المحتاج لابن حجر الهيتمي.

### المذهب الحنبلي
المذهب الحنبلي نسبة إلى واضع أصول المذهب الإمام أحمد بن حنبل (164 - 241 هـ)، وهو آخر المذاهب الأربعة من الناحية الزمنية. وكان ابن حنبل يرى أن يقوم الفقه على النص من الكتاب أو الحديث، واهتم بالحديث. لذلك عد في نظر كثير من العلماء من رجال الحديث لا من الفقهاء. ومن أشهر كتبه المسند الذي يعتبر موسوعة لأحاديث الرسول صلى الله عليه وسلم، والذي يحوي أربعين ألف حديث. ومن أهم كتب المذهب الحنبلي: مختصر الخرقي، الذي شرحه ابن قدامه في كتابه المغني وكتاب كشاف القناع للبهوتي، والفروع لابن مفلح، والروض المربع للحجاوي.

## موضوع الدراسات الفقهية
موضوع الدراسات الفقهية هو: الفقه في الدين بوجه عام
وموضوع معرفة أحكام الدين هو الذي سعى الفقهاء للحصول عليه، وقبل تأسيس المدارس الفقهية كانت هذه الأحكام تشمل كل أنواع الأحكام، ومع تكامل بناء المدارس الفقهية وتطور الدراسات؛ أصبحت الأحكام المتعلقة بالعقائد والإيمان مستقلة بموضوعها عن الفقه، ودخلت تحت مسمى: علم التوحيد أو علم أصول الدين أو علم العقيدة، باعتبار أن العلم بأصول الدين حتمي لا مجال فيه للإجتهاد، وكان موضوع دراسة الفقه مختصا بالأحكام الشرعية العملية المكتسبة من الأدلة، والأحكام الشرعية نسبة للشرع وهو ما شرعه الله على لسان نبيه من الأحكام، وما كان منها متعلقا بالعقيدة؛ ليس موضوع دراسة الفقه، كما أن الأحكام الضرورية مما هو معلوم من الدين بالضرورة، مثل: فرض الصلوات الخمس، أو تحريم القتل، وغيره، مما ثبت بدليل قطعي لا يحتمل التأويل: لا تدخل في موضوع الفقه من حيث أنه لا مجال للاجتهاد في حكم معلوم بالضرورة، فإذا كانت الصلوات الخمس مفروضة باتفاق جميع المسلمين؛ فلا حاجة للاجتهاد من أجل الحصول على العلم بأنها مفروضة.
فموضوع الفقه هو: أفعال المكلفين، من العبادات والمعاملات، والدراسة الفقهية هي: النظر والاستدلال واستنتاج الأحكام من الأدلة.

## منهج الاستدلال الفقهي
منهج الاستدلال في الدراسات الفقهية، هي الطرق التي يستخدمها المجتهد في استنباط الأحكام الشرعية، وكونها شرعية فهي تعتمد على النصوص الشرعية (الكتاب والسنة)، ثم الإجماع؛ لانه لا يكون الاحتجاج به إلا مستندا على نص شرعي، أو قياس نص. والاستدلال الفقهي يقوم على أساس استنباط الأحكام الشرعية من أدلتها النقلية، وفق منهج أصول الفقه.

### خصائص المذاهب الأربعة
1. أنها تستمد من نصوص القرآن والسنة النبوية ومعاقد الإجماع، وتعتمد في الاستدلال على منهج أصول الفقه.
2. أنها خلاصة مذاهب الصحابة والتابعين، وتتضمن المذاهب الأخرى مع ما قد يوجد من اختلاف.
3. أنها استكملت دراساتها العلمية، ووضعت أسسها ومناهجها العلمية، واستخلصت محتوياتها بالتدوين.
4. أنها نقلت عن أئمة المذاهب الأربعة بواسطة الرواة والأصحاب والطرق، وحصلت على الاهتمام والتنقيح والتحرير والبحث والتحقيق، وتلخص ذلك في أعداد كثيرة من المدونات والمتون والشروح والمؤلفات.
5. أنها حظيت بالقبول الواسع لدى العلماء.
6. أنها الأكثر انتشاراً واشتهارا في العالم الإسلامي.

## أدلة الفقه
استمد أصحاب المدارس الفقهية في النقل من نصوص القرآن والسنة النبوية ومعاقد الإجماع، باعتبارها أصولا أساسية، واستبطوا الأحكام من النصوص الشرعية، وفق أدلة هي في نفس الوقت أصول شرعية؛ لأن النصوص الشرعية دلت على أن يؤخذ بها، لاستنتاج الأحكام الشرعية التي لم يرد نص صريح بخصوصها، والنصوص أدلة يرجع إليها المجتهد في استنباط الأحكام.

## الاجتهاد
الاجتهاد في اللغة: «بذل الجهد في فعل شاق» فيقال: اجتهد في حمل الرحى، لا في حمل خردلة، وفي أصول الفقه هو: «بذل الجهد في إدراك الأحكام الشرعية»، أو هو: «بذل الجهد في تعرف الحكم الشرعي» ويقابله: التقليد. والاجتهاد إما تام أو ناقص:
1. اجتهاد تام هو: «استفراغ القوة النظرية حتى يحس الناظر من نفسه العجز عن مزيد طلب».
2. اجتهاد ناقص هو: «النظر المطلق في تعرف الحكم».

الاجتهاد بمعنى: بذل مجهود علمي، ممن تتوفر فيه شروط الاجتهاد، للبحث والنظر والاستدلال، واستنباط الأحكام الشرعية من أدلتها، ممن له معرفة واسعة بمقاصد الشريعة، وفهم مداركها، والقدرة على استنباط الأحكام الشرعية.

## المجتهد
المجتهد هو الذي يقوم بعملية النظر والاستدلال. ويطلق على الفقيه وهو عند علماء الأصول: درجة علمية وفق شروط مخصوصة. ولفظ فقيه يطلق على العالم بالفقه،
ويطلق في علم الأصول على المجتهد، ولا يطلق على غيره إلا مجازا. ويستعمل لفظ (فقيه) بمعنى: الإمام المجتهد أي: إمام المذهب، ويطلق لفظ (مجتهد) في مصطلح علماء الأصول على من بلغ درجة الاجتهاد، وهو إما اجتهاد مطلق، كاجتهاد الأئمة الأربعة، وإما اجتهاد مقيد، كاجتهاد أصحاب الأئمة الأربعة، الذين نقلوا محتوى المذهب وبحثوا وحققوا فيه. ويسمى مؤسس المذهب: إماما، وناقل مذهبه المحقق فيه يسمى: صاحبا، والباحث المحقق لما نقله الصاحب يسمى: طريقا. وهذا بالنسبة لمؤسسي المذاهب، أما غيرهم ممن بلغ درجة الفتوى والقضاء أو الباحث؛ فيطلق عليه لقب المجتهد (تجوزا)؛ لأنه لا يخرج من دائرة النقل والتقليد.

### شروط المجتهد
شروط المجتهد هي التي لا بد من توفرها في المجتهد، فاستنباط الأحكام الشرعية يحتاج إلى وجود صفات المستدل تتمثل في أهلية النظر والاستدلال، والكفائة والقدرة على بذل مجهود علمي، فالنجار مثلا: لا يؤتى إليه ليعالج مريضا، كما أن الطبيب المتخصص ليس هو الذي يعطي الدواء، بل هو الذي يستطيع تشخيص المرض، وتحديد المشكلة؛ ليتمكن من وضع الحلول المناسبة، وهكذا المجتهد فلا يكفي أن يحفظ عدد من المسائل، بل المقصود أن يكون قادرا على تشخيص المعضلات، والمشكلات والنوادر ومعالجتها، وهذا يستلزم توفر الشروط التي ذكرها علماء أصول الفقه.

## مصطلحات
استعمل أصحاب المدارس الفقهية مصطلحات خاصة لتمييز الدرجات العلمية، والمراحل والمستويات التعليمية، ومنها:
- المبتدئ لمن هو في أول مراحل التعليم عموما، أو في مجال التخصص.
- المتعلم أو طالب العلم لمن يشتعل بالتعليم.
- المعلم لمن يقوم بالتعليم.
- الشيخ للعالم، كما أنه أيضا لقب للمسن.
- المنتهي لمن انتهى من مرحلة ووصل إلى درجة علمية.
- المقلد وهو: الذي يأخذ بقول المجتهد، من غير أن يمارس النظر والاستدلال.
- مجتهد لمن بلغ درجة الاجتهاد وفق شروط مخصوصة.
- فقيه لمن بلغ رتبة الاجتهاد، ويطلق على إمام المذهب مثل: الأئمة الأربعة، ولا يطلق الفقيه عند علماء الأصول على غير المجتهد إلا على سبيل المجاز.[26] أما في الاستعمالات العامة؛ فيطلق الفقيه على العالم بالفقه، والمشتغل به، وهو موافق لما عليه علماء العلوم الشرعية باعتبار: أنهم يقصدون بلفظ (فقيه) التمييز عن لقب: (محدث)، وهو الذي يهتم بالحديث.

## صور

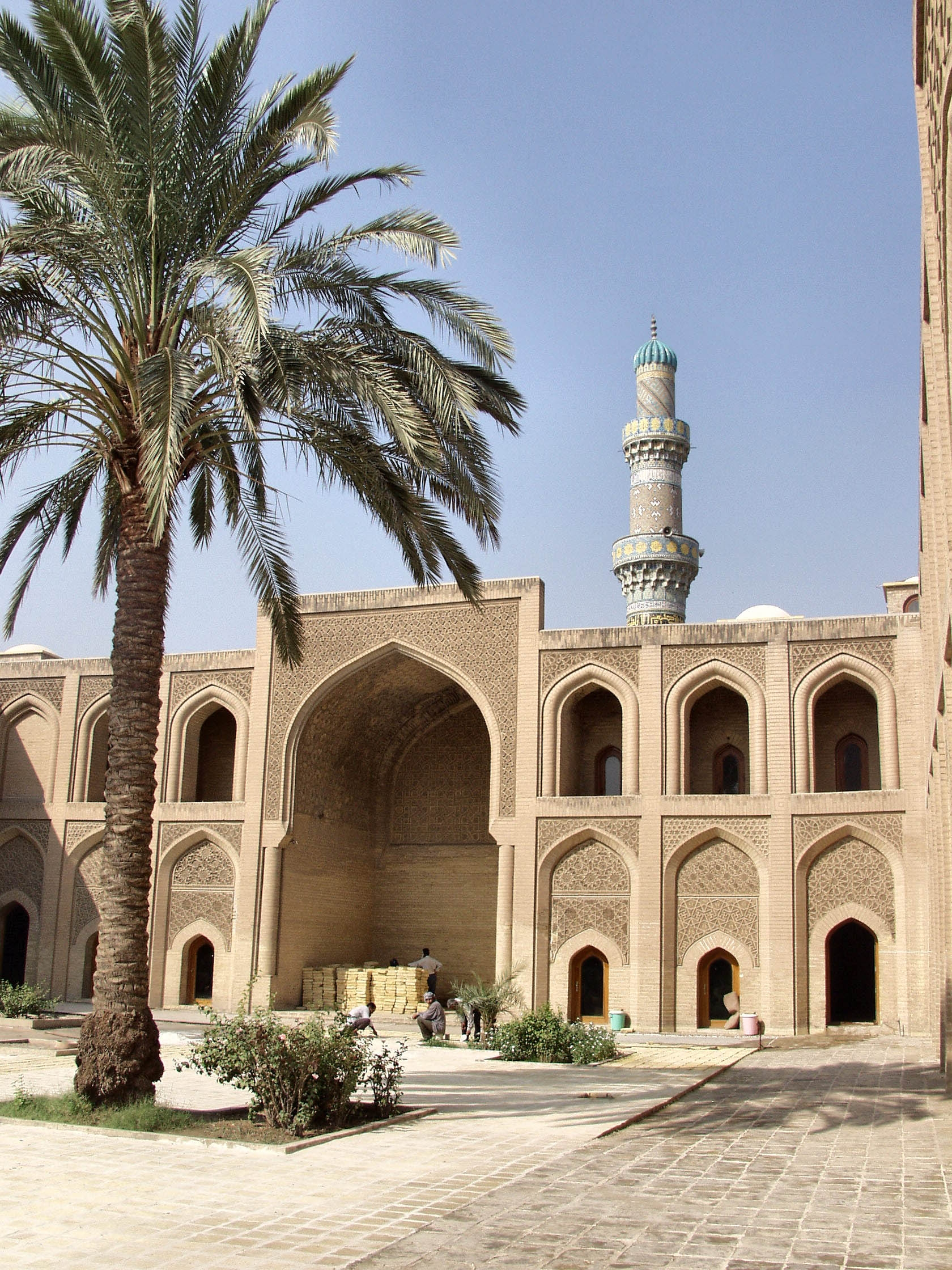
مبنى المدرسة المستنصرية التاريخي في بغداد

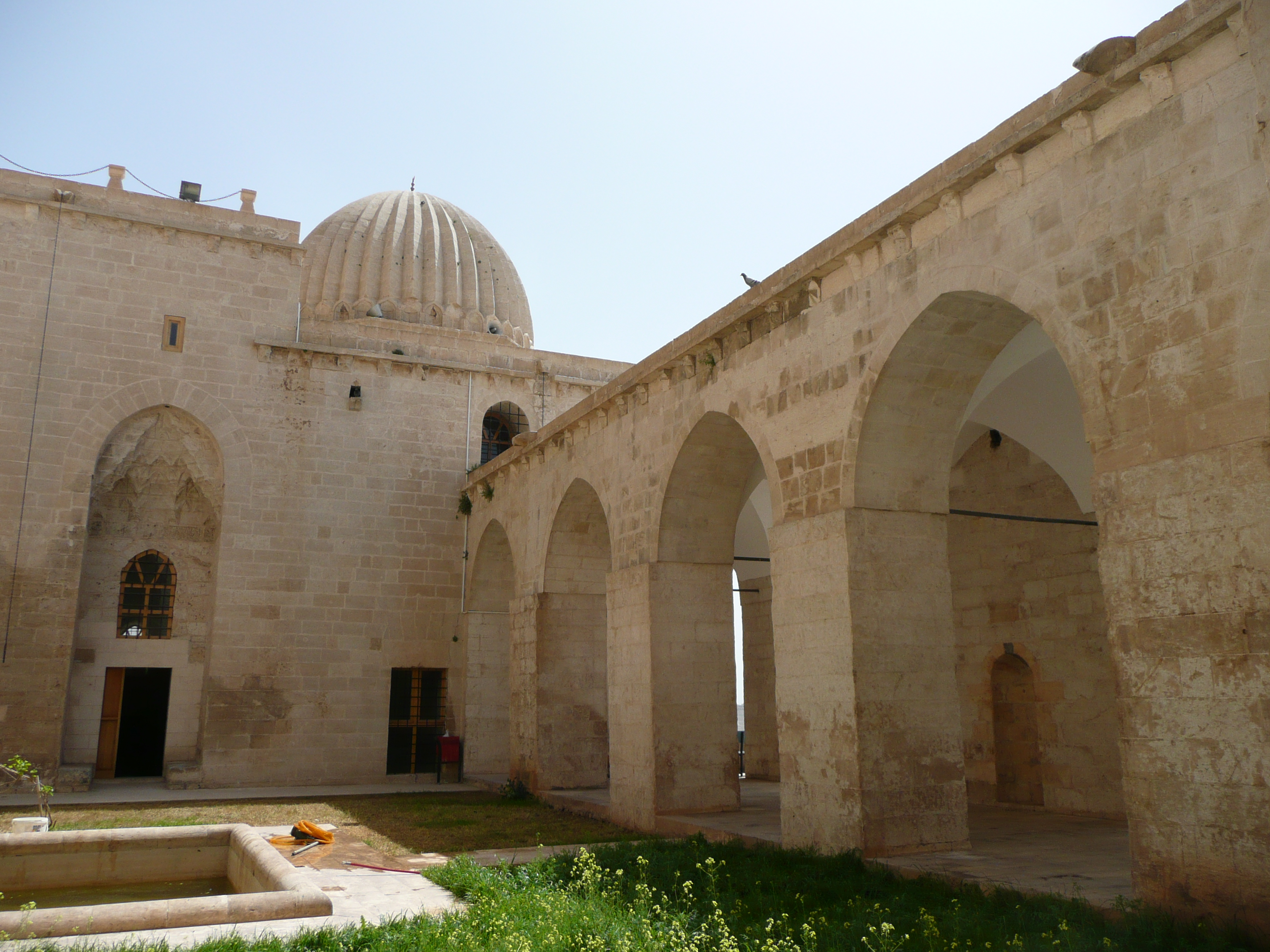
مدرسة نجم الدين عيسى بمدينة ماردين جنوب شرق الأناضول

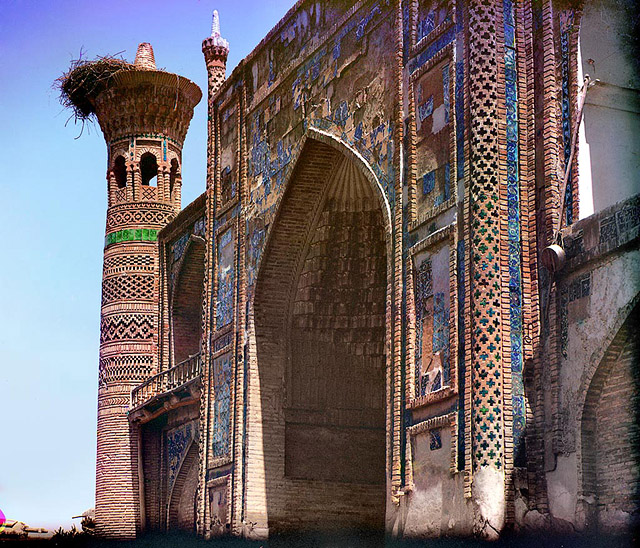
مدرسة أولوغ باك، بسمرقند، ca. 1912

## وصلات خارجية
- مختصر شرح الروضة
- شرح الكوكب المنير